# 千歳村 (東京府)
千歳村（ちとせむら）は、神奈川県、東京府北多摩郡にかつて存在した村。2016年1月現在の世田谷区の西北部に位置していた。2016年1月現在の砧地域北部、烏山地域にあたる。

## 沿革
- 1889年（明治22年）4月1日 - 町村制の施行に伴い、烏山村、給田村、八幡山村、粕谷村、廻沢村、船橋村、上祖師ヶ谷村、下祖師ヶ谷村が合併して神奈川県北多摩郡千歳村が発足。
- 1893年（明治26年）4月1日 - 東京府へ移管。
- 1936年（昭和11年）10月1日 - 東京市に編入。世田谷区の一部となる。

## 教育機関
- 塚戸尋常高等小学校
- 烏山尋常小学校
- 塚戸農業公民学校
- 烏山農業公民学校
- 塚戸青年訓練所
- 烏山青年訓練所

## 交通

### 鉄道
- 京王電気軌道（現京王電鉄）
  - 京王線：松沢駅（現八幡山駅） - 上高井戸駅（現芦花公園駅） - 千歳烏山駅
- 小田原急行鉄道（現小田急電鉄）
  - 小田原線：千歳船橋駅

### 道路
- 甲州街道

## 現在の地名
祖師谷、千歳台、船橋、粕谷、上祖師谷、北烏山、給田、八幡山、南烏山（いずれも大体の範囲）